# Antiochrus freyi
Antiochrus freyi är en skalbaggsart som beskrevs av Rudolph Petrovitz 1963. Antiochrus freyi ingår i släktet Antiochrus och familjen Hybosoridae. Inga underarter finns listade i Catalogue of Life.